# Збраньковцы
Збраньковцы (укр. Збраньківці) — село на Украине, находится в Овручском районе Житомирской области.
Код КОАТУУ — 1824283703. Население по переписи 2001 года составляет 29 человек. Почтовый индекс — 11100. Телефонный код — 1448. Занимает площадь 0,318 км².

## Адрес местного совета
11107, Житомирская область, Овручский р-н, с.Личманы